# Elke Pahn
Elke Pahn (* 1942; geborene Griebel) ist eine deutsche Sprechwissenschaftlerin.

## Leben
Nachdem Elke Pahn die Hochschulreifeprüfung abgelegt hatte, studierte sie von 1960 bis 1965 Sprechwissenschaft, Germanistik und Pädagogik an der Philosophischen Fakultät der Martin-Luther-Universität Halle. 1977 wurde sie mit einer Arbeit über das Thema „Auswirkung der funktionell bedingten Heiserkeit im Kommunikationsprozess unter besonderer Berücksichtigung der therapeutischen und stimmbildnerischen Einflussnahme der Nasalierungsübung“ zum Dr. paed. an der Sektion Rehabilitationspädagogik und Kommunikationswissenschaft der Humboldt-Universität Berlin promoviert.
1995 erhielt sie einen Ruf als Professorin für das Fach Sprecherziehung/Diktion an die Hochschule für Musik und Theater Rostock. Bis zu ihrer Emeritierung im Februar 2007 lehrte sie dort.

## Lehre
Pahn war als Stimmbildnerin für Schauspieler und Sänger am Stralsunder Theater, in Schwerin, Anklam und Rostock tätig. Daneben arbeitete sie bei der Ausbildung von Chorsängern an der Musikhochschule Berlin – Außenstelle Schwerin – mit und war in der sprecherzieherischen Betreuung von Theologiestudenten an der Sektion Theologie der Universität Rostock tätig. Außerdem war sie Sprecherzieherin für Rundfunkjournalisten bei Radio Mecklenburg-Vorpommern in Rostock.

## Therapeutische Tätigkeit
Elke Pahn arbeitete auch als Stimm- und Sprachtherapeutin an der HNO-Klinik der Medizinischen Akademie Erfurt und als Lehrkraft für Sprecherziehung an der Schauspielschule Rostock.

## Projekte
- Forschungsprojekt „Stimmliche Durchdringungsfähigkeit“ der Deutschen Forschungsgemeinschaft (DFG)
- Kurse zur Stimmtherapie und Stimmbildung der Sprech- und Singstimme im In- und Ausland

## Veröffentlichungen (Auswahl)
- Auswirkung der funktionell bedingten Heiserkeit im Kommunikationsprozess unter besonderer Berücksichtigung der therapeutischen und stimmbildnerischen Einflussnahme der Nasalierungsübung. Dissertation. Humboldt-Universität, Gesellschaftswissenschaftliche Fakultät, Berlin 1977
- mit Johannes Pahn: Die Nasalierungsmethode [Medienkombination]. Übungsverfahren der Sprech- und Singstimme zur Therapie und Prophylaxe von Störungen und Erkrankungen. Mit Verfahren der neuromuskulären elektrophonatorischen Simulation (NMEPS) von Kehlkopfparesen. Oehmke, Roggentin/Rostock 2000; ISBN 3-9806763-1-5

## Einzelbelege
1. ↑  Vgl. zu biographischen Daten den Lebenslauf (Memento des Originals vom 24. Februar 2010 im Internet Archive)  Info: Der Archivlink wurde automatisch eingesetzt und noch nicht geprüft. Bitte prüfe Original- und Archivlink gemäß Anleitung und entferne dann diesen Hinweis.

| Personendaten    | Personendaten                    |
| ---------------- | -------------------------------- |
| NAME             | Pahn, Elke                       |
| ALTERNATIVNAMEN  | Griebel, Elke (Geburtsname)      |
| KURZBESCHREIBUNG | deutsche Sprechwissenschaftlerin |
| GEBURTSDATUM     | 1942                             |